# Modena Football Club 1934-1935
Questa pagina raccoglie i dati riguardanti il Modena Football Club nelle competizioni ufficiali della stagione 1934-1935.

## Rosa
| N. |                   | Ruolo | Calciatore         |
| -- | ----------------- | ----- | ------------------ |
|    | Italia (bandiera) | C     | Danilo Bazzani     |
|    | Italia (bandiera) | A     | Enzo Bellini       |
|    | Italia (bandiera) | D     | Antonio Bernacchi  |
|    | Italia (bandiera) | A     | Ettore Brossi      |
|    | Italia (bandiera) | P     | Bruno Cassetti     |
|    | Italia (bandiera) | C     | Vasco Cavani       |
|    | Italia (bandiera) | D     | Dante Cerboncini   |
|    | Italia (bandiera) | C     | Bruno Dugoni       |
|    | Italia (bandiera) | A     | Cesare Franchini   |
|    | Italia (bandiera) |       | Lorenzo Frascaroli |
|    | Italia (bandiera) | C     | Astro Galli        |

| N. |                   | Ruolo | Calciatore              |
| -- | ----------------- | ----- | ----------------------- |
|    | Italia (bandiera) | P     | Manfredo Guizzardi      |
|    | Italia (bandiera) | D     | Giordano Malagoli       |
|    | Italia (bandiera) | A     | Mario Meucci            |
|    | Italia (bandiera) | D     | Luigi Gioacchino Nebbia |
|    | Italia (bandiera) |       | Giuseppe Ottavi         |
|    | Italia (bandiera) | A     | Manlio Pacini           |
|    | Italia (bandiera) | A     | Marcello Pellarin       |
|    | Italia (bandiera) | C     | Giorgio Tedeschini      |
|    | Italia (bandiera) |       | Erode Toffanetti        |
|    | Italia (bandiera) | A     | Luciano Vezzani         |